# جيوسافات باربارو
جيوسافات باربارو (بالإنجليزية: Giosafat Barbaro) كان دبلوماسيًا وتاجرًا ومستكشفًا وكاتب رحلات.

## طالع أيضًا
- قائمة المستكشفين